# Arabi

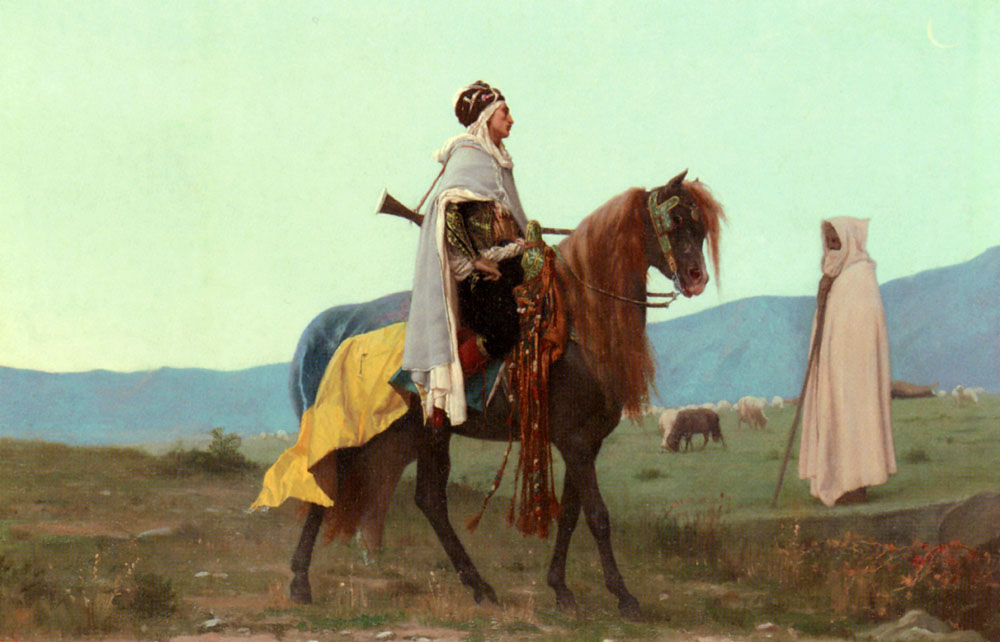
Tablou de Gustave Boulanger Un cavaler arab

Arabii sunt popoare din grupa etniilor semitice care locuiesc în țările din lumea arabă. Arabii sunt de religie musulmană (majoritatea suniți, iar o parte însemnată, în Siria, Liban, Irak și Yemen, șiiți) și creștină (copții din Egipt, maroniții din Siria, Liban și Iordania etc.). Arabii au avut un rol important în istoria și cultura Evului Mediu. În sec. VII-VIII au cucerit un teritoriu vast, de la Munții Pirinei până la hotarele Indiei, influențând modul de viață, cultura, arta, știința popoarelor supuse și a celor învecinate.
Termenul de arabi (ar. عرب) era folosit de către populația sedentară din Peninsula Arabă pentru a face referire la oamenii deșertului (beduinii ar.البدو). Cu timpul, termenul ajunge să definească rasa arabă (عرب) sau locuitorii acelor state care au fost arabizate (ex. Egipt, Libia, Tunisia, etc. - Maghrebul arab).
De la rădăcina cuvântului عرب s-a format verbul [3arraba] de forma a II-a, care are înțelesul de a arabiza (a suferi un proces de transformare în urma căruia băștinașii teritoriului respectiv adoptă limba și obiceiurile arabe).
Un studiu genetic recent publicat în „European Journal of Human Genetics” în Nature (2019) a arătat că populațiile din Europa, Asia de Sud (India), Asia de Vest, Africa de Nord și Asia Centrală sunt strâns legate între ele. Aceste grupuri menționate se disting de populațiile de control selectate din Asia de Est, Africa de Vest și Africa de Est (Evreii somali și etiopieni, selectați ca grupuri exterioare).